# Bad Blue Boys
«Bad Blue Boys» — фанатское объединение и движение болельщиков (ультрас) хорватского футбольного клуба «Динамо» (Загреб).

## История
Группировка Bad Blue Boys (BBB) была основана 17 марта 1986 года в Загребе болельщиками «Динамо» из разных районов города. Предположительно, название их фанатского объединения было вдохновлено фильмом 1983 года «Плохие парни» с Шоном Пенном в главной роли. Их официальным гимном стала песня Dinamo ja volim («Я люблю Динамо») загребской рок-группы Pips, Chips & Videoclips, а талисманом — английский бульдог, изображённый также и на эмблеме группировки. 
На домашних матчах «Динамо» на стадионе Максимир Bad Blue Boys размешаются на Северной трибуне за воротами.
Загребский журналист Андрей Крикович утверждал, что Bad Blue Boys были в авангарде националистического движения в стране в 1990 году, оказывая поддержку Франьо Туджману, ставшему первым президентом Хорватии, на первых национальных выборах. Загребский кинорежиссёр Саша Подгорелец, снявший документальный фильм о Bad Blue Boys, отмечал, что загребские фанаты, осознавшие свою собственную идентичность, проявляли смелость, выражая свои желания о независимости Хорватии в то время, как другие опасались говорить об этом. 
Впоследствии объединение выступило против инициативы о переименовании «Динамо» в «Кроацию». Туджман был частым посетителем домашних игр клуба.
В 2008 году группировка оказалась втянута в скандал по поводу граффити, нанесённого на стену здания Загребского электрического трамвая (хорв. Zagrebački električni tramvaj) в Ремизе и содержавшего надпись «Смерть журналистам, BBB ZG» (эта надпись появилась 21 марта, после гибели члена BBB в результате драки в парке Рибняк). Bad Blue Boys отрицали какую-либо причастность к граффити, а также к другим похожим инцидентам, обвиняя журналистов в «агитации и предвзятости» за их заявления о том, что за всеми этими случаями стояли болельщики «Динамо». Мэр Загреба Милан Бандич высказал свою поддержку фанатскому объединению, заявив, что их ошибочно обвинили.
В ноябре 2008 года английские СМИ похвалили болельщиков «Динамо» за их поведение на стадионе Уайт Харт Лейн в Лондоне на матче Кубка УЕФА против клуба «Тоттенхэм Хотспур», когда они продолжали громко поддерживать свою команду, даже когда она проигрывала со счетом 0:4. 
В 2011 году Bad Blue Boys были упомянуты в списке 16 «хардкорных хулиганских фирм, ультрас-групп, с которыми мы не хотели бы связываться», составленном американским спортивным сайтом Bleacher Report.
С 11 августа 2010 года Bad Blue Boys бойкотировали матчи клуба из-за своих разногласий с руководством клуба. Бойкот частично закончился 30 августа 2011 года, продолжая действовать для матчей в рамках Лиги чемпионов в том сезоне.
Bad Blue Boys поддерживают дружественные отношения с болельщиками «Широки-Бриег» (Škripari), греческого «Панатинаикоса» (Gate 13), киевского «Динамо» (White Boys Club, Rodychi), тбилисского «Динамо» и итальянской «Ромы».